# Estação Ecológica de Itirapina
A Estação Ecológica de Itirapina (ESEC Itirapina) é uma unidade de conservação (UC) de proteção integral instituída pelo Decreto Estadual n.º 22.335 de 07 de junho de 1984. A ESEC Itirapina está localizada entre os municípios de Itirapina e Brotas, SP e possui uma área de aproximadamente 2.300 hectares. A gestão da área é feita Fundação Florestal, órgão vinculado a Secretaria de Infraestrutura e Meio Ambiente do Estado de São Paulo. 
Devido ao caráter de proteção integral, apenas atividades de pesquisa científica e a educação ambiental são permitidas, sendo vetada qualquer tipo de atividade turística. 

## Histórico de criação
Antes da transferência para o domínio público, as glebas que hoje integram a Estação Ecológica de Itirapina faziam parte de fazendas privadas. Em meados do século XX, as glebas "Braga" e "Anulfo" — cujos nomes derivam das respetivas fazendas as quais integravam — foram transferidas para o domínio público estadual e ficaram sob gestão da Secretaria de Agricultura. 
Inicialmente, essas áreas foram destinadas para expansão das áreas de pesquisa com Pinus e Eucalyptus. Devido ao solo ser essencialmente composto por areia quartzosa, os plantios não prosperaram. Com abundância de gramíneas nativas, os campos naturais da área foram usados pela Secretaria de Agricultura e por pecuaristas locais como pastagem para o gado. As pastagens naturais do Cerrado apresentam baixo teor nutricional, especialmente durante a estação seca. Deste modo, gramíneas africanas (braquiária) foram sistematicamente introduzidas e queimas prescritas eram realizadas para manejo das pastagens (naturais e plantadas).  
Apesar deste uso, a dificuldade de locomoção e de acesso ao local (cercado por campos úmidos e brejos) permitiu que a área permanecesse com relativo baixo nível de antropização pelas décadas seguintes, vindo a posteriormente tornar-se a Estação Ecológica de Itirapina. 

## Vegetação nativa
A ESEC Itirapina possui vegetação nativa do bioma Cerrado. Abriga o maior fragmento de fisionomias campestres do Estado de São Paulo. Sua vegetação é caracterizada pelas fisionomias de campo limpo, campo úmido, campo sujo e campo cerrado. Manchas de cerrado sensu stricto e cerradão ocorrem em áreas mais altas onde o solo possui alto teor de argila (latossolo). 

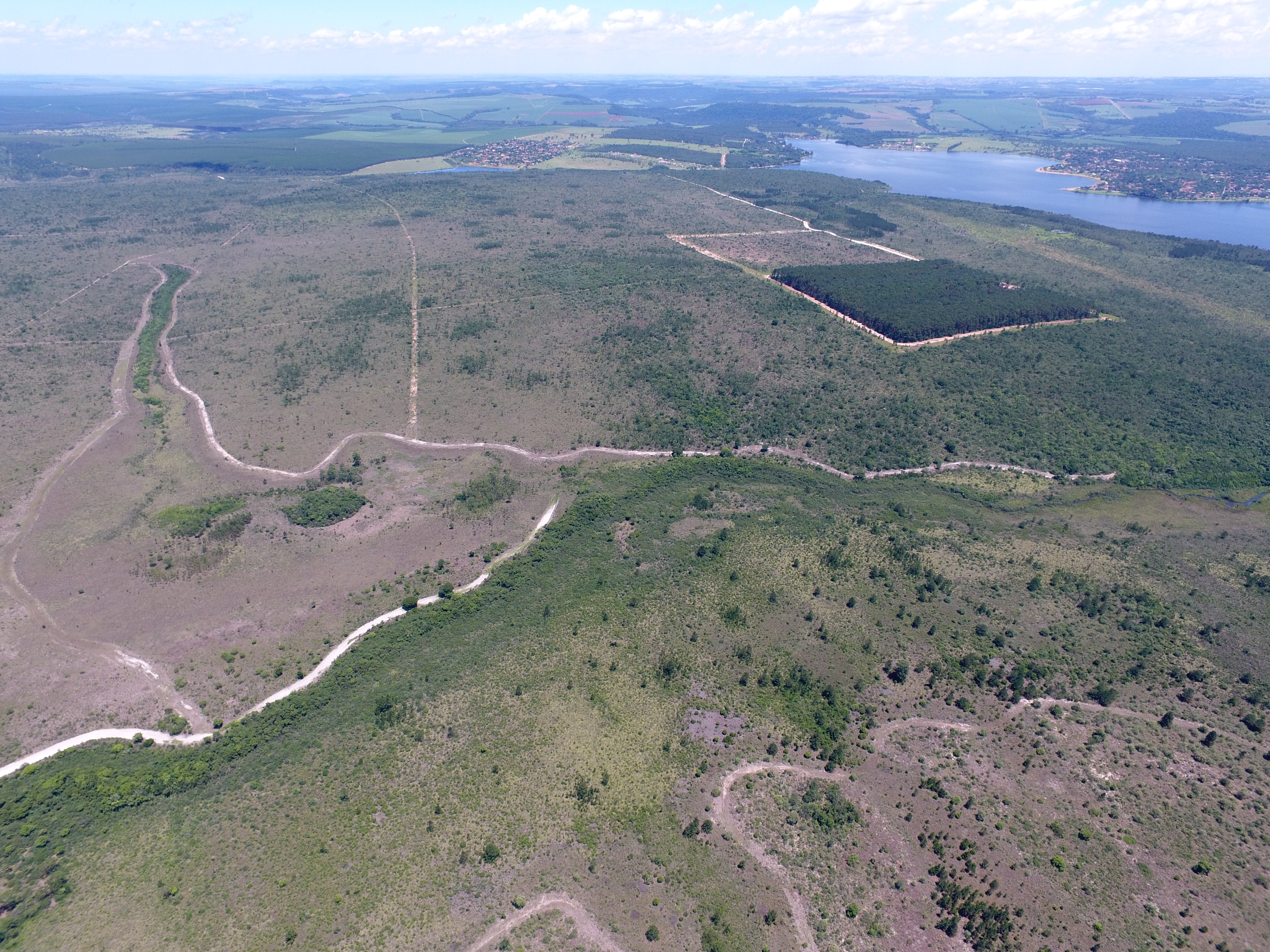
Vista aérea do mosaico de fisionomias da ESEC Itirapina

A atual configuração do gradiente de vegetação nativa na UC é explicado pelo histórico de uso da área, pelo regime de precipitação, pelas variações no lençol freático superficial  e pelo regime de queimas das últimas décadas .

## Pressões antrópicas
Dentre as principais pressões antrópicas pode-se destacar: 1) a invasão biológica por espécies exóticas de plantas (braquiária, campim-gordura, pinheiro) e animais (javali e java-porco); 2) o alto acúmulo de biomassa seca de braquiária, catalisado por geadas, disponível para queimar durante o pico da estação seca (agosto e setembro); 3) a recorrência de queimas criminosas e acidentais, em especial em áreas próximas ao perímetro urbanizado ; 4) a invasão da área por caçadores, pescadores e pessoas curiosas. 